# 马里奥·桑皮里西
马里奥·桑皮里西（義大利語：Mario Sampirisi；1992年10月31日—）是一位意大利足球運動員，場上司职后卫，現效力於意乙球隊雷焦安纳，并曾经代表意大利各级國青隊參賽。